# Rebecca Allen
Rebecca Allen (Wangaratta, 6 novembre 1992) è una cestista australiana, professionista nella WNBA.

## Carriera
Con l'Australia ha disputato i Giochi olimpici di Tokyo 2020, tre edizioni dei Campionati mondiali (2014, 2018, 2022) e i Campionati asiatici del 2019.